# Gawkowski
Gawkowski (forma żeńska Gawkowska, liczba mnoga Gawkowscy) – polskie nazwisko. Nosi je około 933 osób. Najwięcej osób o tym nazwisku mieszka na terenie Ostrowa Mazowieckiego, Warszawy i Wołomina.

## Etymologia
Nazwisko Gawkowski pochodzi prawdopodobnie od nazwy miejscowości Gawki (1713).

## Znani osoby noszący to nazwisko
- Krzysztof Gawkowski – polski polityk, działacz samorządowy oraz pisarz.
- Marek Gawkowski – polski wioślarz, olimpijczyk z Barcelony 1992.
- Robert Gawkowski – polski historyk kultury fizycznej i sportu, doktor historii, autor publikacji naukowych.
- Zygmunt Gawkowski – polski poeta, urzędnik kolejowy.